# Моранн Каддат
Моранн Каддат (англ. Morann Kaddat) — русскоязычная писательница, автор цикла «Сказания о Хиль-де-Винтере», включающего одноименный роман и приквелл «Сказка замийской пастушки», написанных в жанре фэнтези и фантастическая сказка.

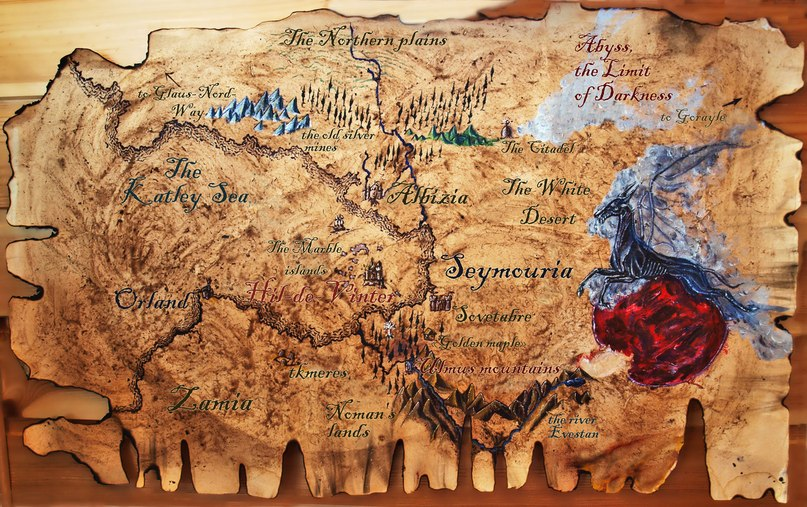
Карта к «Сказаниям о Хиль-де-Винтере»

По слухам, распространяемым автором, российские издательства, в числе которых «АСТ-пресс», «ЭКСМО» и другие, отказываются печатать «Сказания», ссылаясь на провокационное содержание сексуального характера. На некоторых сайтах, распространяющих исходный текст романа и сказки-приквелла, этим произведениям присвоена пометка «18+». Тогда как в действительности сцены эротического характера в стилистике BDSM встречаем всего лишь в двух главах романа.

## Вдохновение

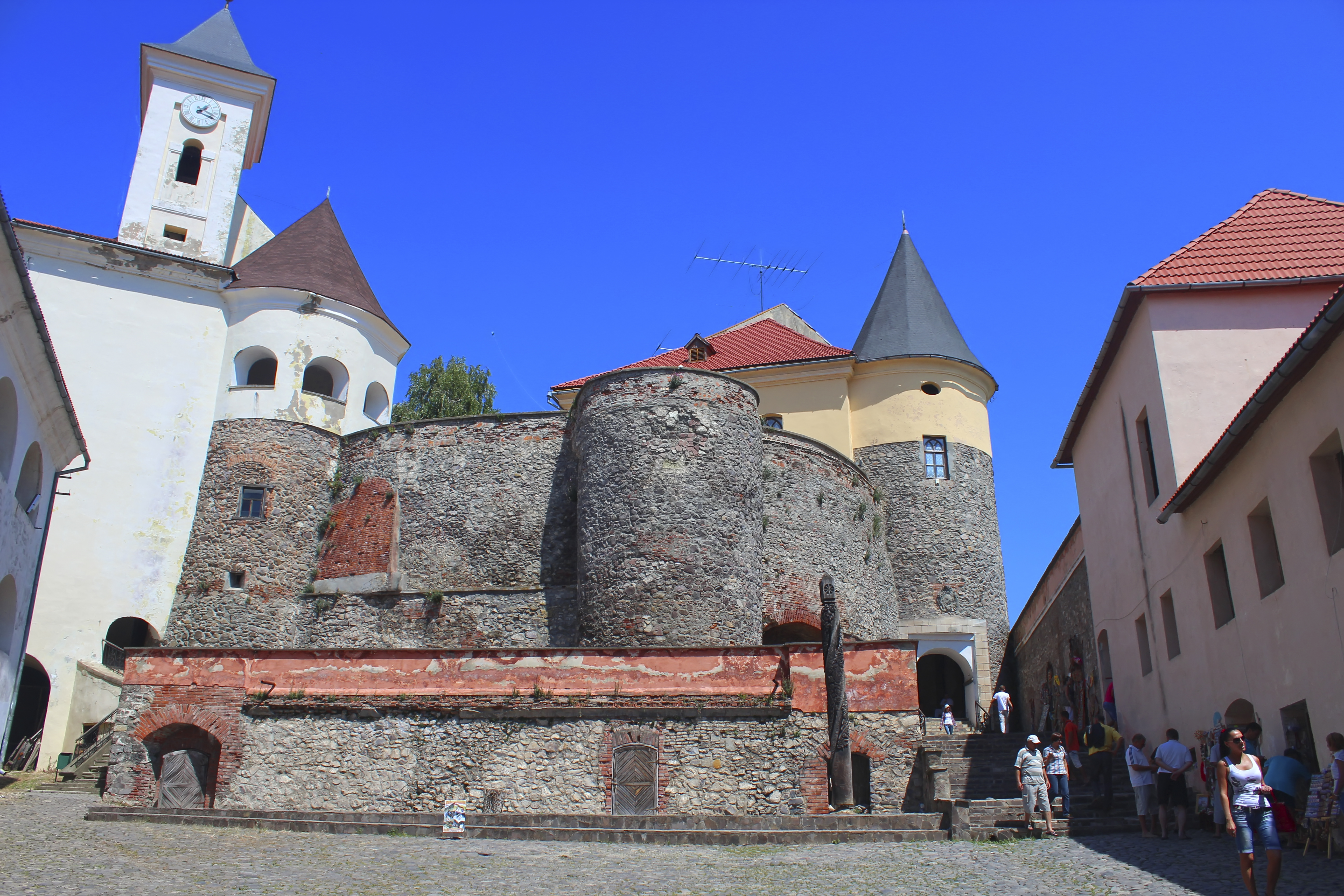
Двор замка Паланок в Мукачево

Замок Хиль-де-Винтер — это centrum mundi сюжетного замысла романа. Этимология слова «Хиль-де-Винтер» неясна, это может быть как производное от устаревшего названия рода кактусов Hildewintera, или же образовано от английских слов hill и winter. Прототипом замка послужил тип европейского «замка-города», многоуровневого и с развитой структурой, по типу замка Мон-Сен-Мишель во Франции, замка Спишский Град (словацк. Spišský hrad)в Словакии или же Мукачевского замка (так называемый Паланок) на Западной Украине.

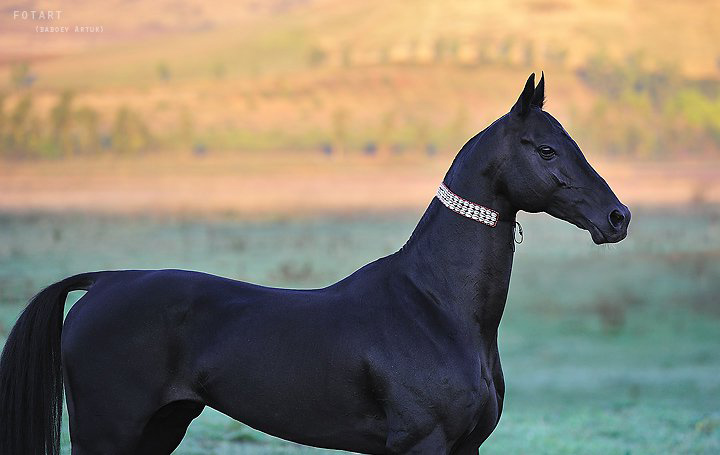
Вороной жеребец ахал-текинской породы

Прообразом демонической лошади дракона могли стать кони ахалтекинской породы вороной масти, на что указывают короткие описания из самой книги:
| Это до конца не взнузданное создание было настолько черным, как вороново крыло, что, казалось, даже яркий солнечный свет не мог осветить его, словно вылепленного из самой Тьмы. |

и далее:
| Като заметила, что его ноги, туловище, морда и безгривая гусиная шея казались еще длиннее, чем на рисунке из Книги. Также у чудовищного коня были крайне несуразные, длинные копыта и заячьи огромные уши. |

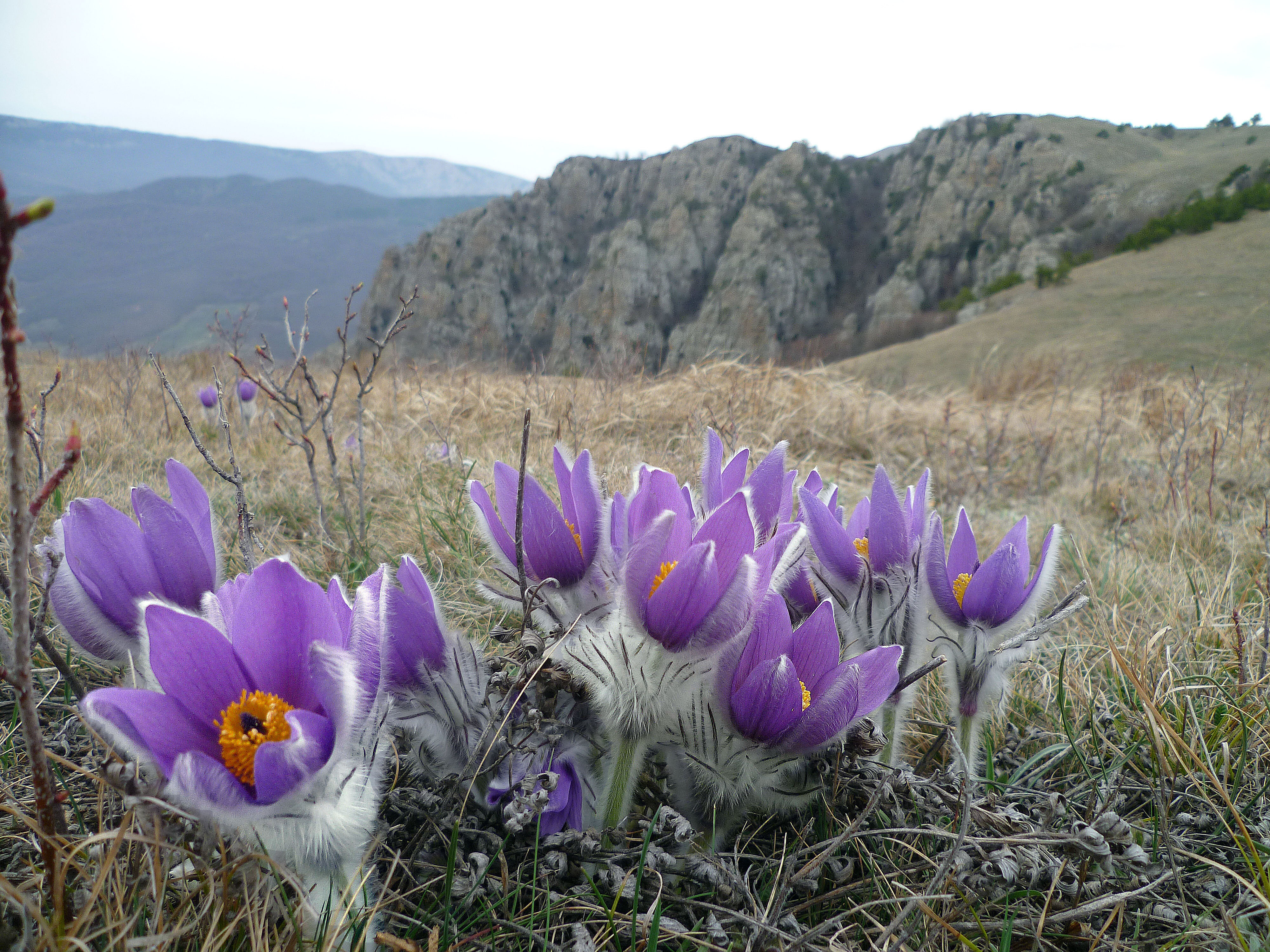
Сон-трава

Еще одним леймотивом произведения можно назвать сон-траву, более известную как прострел раскрытый. Белые пушинки, словно туман, окутывают лепестки мрачного фиолетового тона, вводят в заблуждение своим видом собирателей весенних цветов, не подозревающих, что сон-трава — растение ядовитое.

## Сказания о Хиль-де-Винтере
Роман «Сказания о Хиль-де-Винтере» опубликован в электронном виде в 2013 году в авторской редакции без участия профессиональных издателей, вследствие чего в тексте наличествуют орфографические и пунктуационные ошибки. Предположительно, на тот момент Моранн Каддат была одного возраста с главной героиней книги — арт-экспертом Като Камбрези. Действительно ли автор работала арт-экспертом, и послужили ли реальные люди прототипами героев книги — об этом ничего не известно.
Произведения богато аллюзиями и отсылкам к различным литературным и культурным явлениям. Упомянуты шведские музыканты Diablo Swing Orchestra, работы средневекового художника Мазаччо , есть косвенные отсылки к «Анне Карениной» Льва Толстого.
География произведения хоть и является вымышленной, все же содержит некие ассоциативные отсылки к реально существующим местам и целым странам. Так, государство из «Сказаний» Замия вполне могло позаимствовать своё название у реально существующей республики Центральной Африки — Замбии.

## Публикации

### Сказания о Хиль-де-Винтере
1. Сказания о Хиль-де-Винтере (2013)

### Рассказы
1. Сказка замийской пастушки (2013)